# Everyman Theatre

El Everyman Theatre está situado en la Calle Hope del centro de Liverpool, Merseyside, Inglaterra.